# Konferencja w Elsinorze
Konferencja w Elsinorze (Dania) – odbyła się w 1949 r.; po raz pierwszy poruszono problemem edukacji dorosłych jako autonomicznego obszaru oświaty. Uczestnikami byli przede wszystkim, przedstawiciele Europy Zachodniej (54 delegatów z 14 krajów europejskich na 79 uczestników konferencji), którzy swoją uwagę skoncentrowali na sytuacji oświaty dorosłych reprezentowanego kontynentu w kontekście odbudowy i rodzącej się demokracji. W nowych warunkach za cel oświaty dorosłych przyjęto: „pomoc i popieranie ruchów, których zadaniem jest stworzenie kultury powszechnej i zlikwidowanie przeciwieństw pomiędzy tak zwaną kulturą masową i elitarną”. Najbardziej wymiernym rezultatem konferencji było zainicjowanie międzynarodowej współpracy na rzecz edukacji dorosłych.